# Routes en Azerbaïdjan

Les routes en Azerbaïdjan

Les routes en Azerbaïdjan constituent le principal réseau de transport en Azerbaïdjan. Le réseau ferroviaire continuant de se moderniser et de ne pas couvrir l'ensemble du pays, en particulier les zones montagneuses et les zones de topographie difficile, le réseau routier est le moyen de transport le plus important du pays.

## Vue d'ensemble
La longueur totale du réseau routier azerbaïdjanais est d’environ 29 000 km, desservant le trafic de fret intérieur et donnant accès aux principales autoroutes internationales. Les premières routes pavées modernes sont apparues en Azerbaïdjan au XIXe siècle, alors qu'elles faisaient partie de l'empire russe. Les routes sont généralement dans un état passable et nécessitent une mise aux normes internationales afin de s'adapter au trafic de transit en croissance. Les routes principales et rurales sont en mauvais état et ont un besoin urgent de réhabilitation et d'entretien. Le réseau routier, des routes rurales aux autoroutes, connaît actuellement une modernisation rapide avec des réhabilitations et des extensions. Sur 1 000 km² de territoire national, il y a 334 km de routes.
Selon le rapport sur l'Indice de compétitivité mondiale 2017-2018, l'Azerbaïdjan se classe au 36e rang sur 137 pays pour la qualité (état et extensibilité) de ses infrastructures routières.

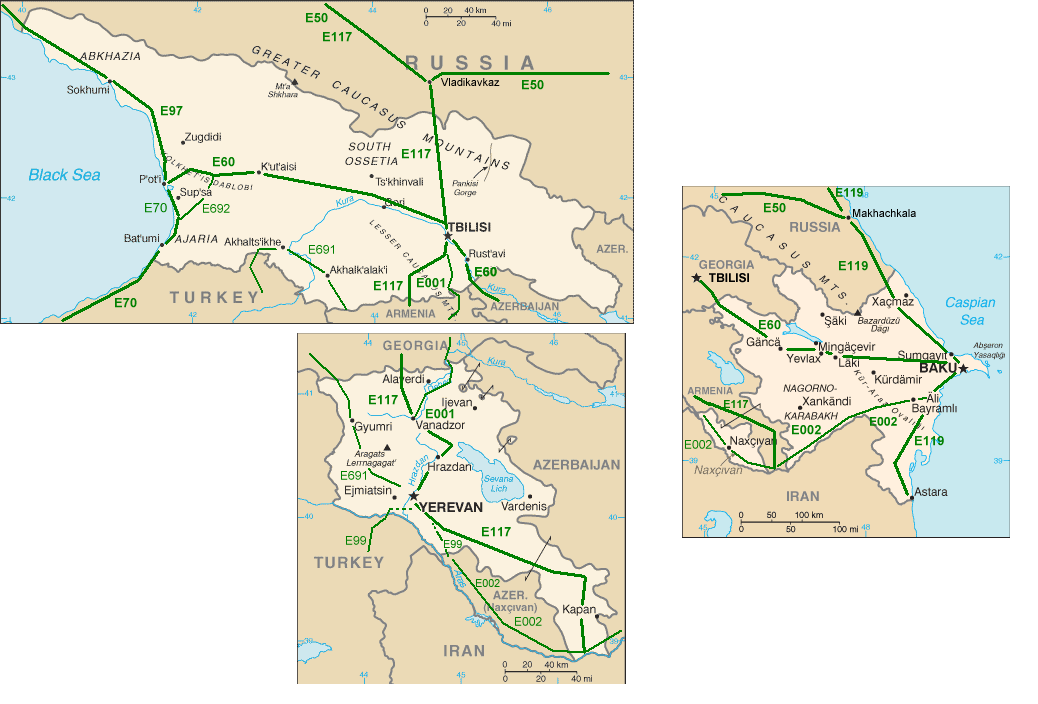

## Autoroutes en Azerbaïdjan (route publique)
Le réseau routier est large de 4 voies (2 dans chaque direction) et est illuminé dans les villes mais moins fréquemment dans les villes. Le panneau de signalisation en Azerbaïdjan est bleu et les emplacements sont indiqués en lettres capitales. Les principales autoroutes du pays sont:
| Signe | Nombre | Route                                                               | Longueur |
|       | R1     | Gandob – Khatchmaz – Khoudat – Yalama – Russie                      | 88 km    |
|       | R2     | Gilazi – Khizi                                                      | 31 km    |
|       | R3     | Quba – Qusar                                                        | 12 km    |
|       | R4     | Quba – Khatchmaz                                                    | 22 km    |
|       | R5     | Qusar – Khoudat                                                     | 29 km    |
|       | R6     | Hadji Zeynalabdin – Sahil                                           | 40 km    |
|       | R7     | Hadji Zeynalabdin – Sumgayit                                        | 18 km    |
|       | R8     | Mughanli – İsmayilli                                                | 40 km    |
|       | R9     | Garamaryam – İsmayilli – Chaki – Oghouz                             | 158 km   |
|       | R10    | Garamaryam – Mususlu                                                | 22 km    |
|       | R11    | Aghsu – Kurdəmir – Imichli – Bahramtapa                             | 113 km   |
|       | R12    | Geuytchay – Barguchad                                               | 18 km    |
|       | R13    | Geuytchay – Oudjar                                                  | 20 km    |
|       | R14    | Aghdach – Laki                                                      | 10 km    |
|       | R15    | Aghdach – Zaraghan                                                  | 45 km    |
|       | R16    | Qoraghan – Qakh – Zagatala                                          | 43 km    |
|       | R17    | Xhaldan – Minatchevir                                               | 13 km    |
|       | R18    | Minatchevir – Centrale hydroélectrique de Mingatchevir – Bahramtapa | 166 km   |
|       | R19    | Gandja – Kalbadjar – Latchin                                        | 200 km   |
|       | R20    | Gandja – Dachkassan                                                 | 38 km    |
|       | R21    | Gandja – Samoukh                                                    | 8 km     |
|       | R22    | Chamkir – Gadabay                                                   | 45 km    |
|       | R23    | Gazakh – Uzuntala – Arménie (fermé)                                 | 14 km    |
|       | R24    | Aghstafa – Poylu – Géorgie                                          | 54 km    |
|       | R25    | Goranboy – Naftalan                                                 | 18 km    |
|       | R26    | Goranboy – Tartar                                                   | 35 km    |
|       | R27    | Tərtər – Hindarx                                                    | 41 km    |
|       | R28    | Yevlakh – Khodjali – Latchin – Khankandi – Choucha                  | 154 km   |
|       | R29    | Barda – Istisu – Kalbadjar                                          | 164 km   |
|       | R30    | Xankandi – Xodjavand                                                | 42 km    |
|       | R31    | Choucha – Fuzuli                                                    | 53 km    |
|       | R32    | Udjar – Zardab – Aghdjabadi                                         | 76 km    |
|       | R33    | Aghdam – Hindarkh – Aghdjabadi                                      | 48 km    |
|       | R34    | Aghdam – Aghdara                                                    | 26 km    |
|       | R35    | Aghdam – Fuzuli – Horadiz – Xodjavand                               | 94 km    |
|       | R36    | Latchin – Haka ri                                                   | 83 km    |
|       | R37    | Latchin – Zaboukh – Arrménie (fermé)                                | 23 km    |
|       | R38    | Goubadlı – Khanlig                                                  | 16 km    |
|       | R39    | Hakari – Zangilan                                                   | 23 km    |
|       | R40    | Fuzuli – Djabrayil – Mahmudlu                                       | 46 km    |
|       | R41    | Canal du Haut Garabagh – Beylagan – Dachburun                       | 32 km    |
|       | R42    | Bahramtapa – Bilasuvar                                              | 62 km    |
|       | R43    | Bilasuvar – Iran                                                    | 19 km    |
|       | R44    | Hadjigabul – Chirvan                                                | 11 km    |
|       | R45    | Chirvan – Nokhudlu – Salyan                                         | 43 km    |
|       | R46    | Salyan – Nefttchala                                                 | 40 km    |
|       | R47    | Masallı – Yardimli                                                  | 53 km    |
|       | R48    | Lankaran – Lerik                                                    | 55 km    |
|       | R49    | Nakhitchevan – Chahbuz – Arménie (fermé)                            | 65 km    |
|       | R50    | M2 (371 km) – Aéroport international de Gandja                      | 11 km    |
|       | R51    | M2 (336 km) – Gandja                                                | 8 km     |
|       | R52    | M2 (317 km) – La gare de Kuraktchay                                 | 5 km     |
|       | R53    | M2 (376 km) – La gare d’Alabachli                                   | 8 km     |
|       | R54    | M2 (70 km) – La gare d’Alat                                         | 5 km     |
|       | R55    | M3 (220 km) – La gare de Masallı                                    | 5 km     |
|       | R56    | M5 (17 km) – Karimli                                                | 31 km    |
|       | R57    | M5 (46 km) – Chaki                                                  | 12 km    |
|       | R58    | M5 (128 km) – La gare de Zagatala                                   | 9 km     |
|       | R59    | M5 (150 km) – La gare de Balakan                                    | 2 km     |
|       | R60    | M6 (94 km) – Imichli                                                | 7 km     |
|       | R61    | M6 (250 km) – Zangilan                                              | 11 km    |
|       | R62    | M7 (58 km) – Charur                                                 | 4 km     |
|       | R63    | M7 (80 km) – Sədərək                                                | 8 km     |
|       | R64    | M8 (3 km) – Babak                                                   | 3 km     |
|       | R65    | M8 (44 km) – Djulfa                                                 | 2 km     |
|       | R66    | M8 (75 km) – La gare d’Ordubad                                      | 5 km     |

## Autoroutes
L’Azerbaïdjan a récemment développé un réseau d’autoroutes à plusieurs voies, en expansion constante. Particulièrement autour de Bakou, certaines de ces routes sont construites selon les normes en vigueur. La majorité de ces autoroutes sont constituées d'autoroutes à quatre voies, tandis que certaines routes dans et autour de Bakou se composent d'autoroutes de six à huit voies.
| Signe | Nombre | Route                                                                                       | Longueur | Numéros internationaux |
|       | M1     | Bakou - Abcheron - Sumgayit - Khizi - Siyazan - Chabran - Quba - Qusar - Khatchmaz - Russie | 205 km   |                        |
|       | M2     | Bakou - Tovouz - Géorgie                                                                    | 507 km   |                        |
|       | M3     | Alat - Salyan - Lankaran - Astara - Iran (Astara)                                           | 311 km   |                        |
|       | M4     | Bakou - Chamakhi - Aghsu - Geuytchay - Aghdach                                              | 253 km   |                        |
|       | M5     | Yevlakh - Chaki - Zaqatala - Balakan                                                        | 184 km   |                        |
|       | M6     | Hadjigabul - Chirvan - Bahramtapa - Horadiz - Zangilan - Arménie (fermé)                    | 290 km   |                        |
|       | M7     | Nakhitchevan - Babak - Kangarli - Charur - Sadarak - Turquie                                | 81 km    |                        |
|       | M8     | Djulfa - Ordubad - Arménie (fermé)                                                          | 89 km    |                        |